# Тревор Букер
Тревор Фітцджеральд Букер (англ. Trevor Fitzgerald Booker, нар. 25 листопада 1987, Ньюберрі, Південна Кароліна, США) — американський професіональний баскетболіст, що виступав на позиції важкого форварда за декілька команд НБА та національну збірну США.

## Ігрова кар'єра
На університетському рівні грав за команду Клемсон (2006—2010).
2010 року був обраний у першому раунді драфту НБА під загальним 23-м номером командою «Міннесота Тімбервулвз». Проте професіональну кар'єру розпочав 2010 року виступами за «Вашингтон Візардс», куди одразу після драфту був обміняний. Захищав кольори команди з Вашингтона протягом наступних 4 сезонів.
З 2014 по 2016 рік грав у складі «Юта Джаз». 11 квітня 2015 року встановив особистий рекорд результативності, набравши 36 очок в матчі проти «Портленда».
2016 року перейшов до «Бруклін Нетс», у складі якої провів наступний сезон своєї кар'єри.
Наступною командою в кар'єрі гравця була «Філадельфія Севенті-Сіксерс», куди він перейшов в обмін на Джаліла Окафора, Ніка Стаускаса та пік другого раунду Драфту 2019 року. 28 лютого був відрахований з команди.
3 березня 2018 року став гравцем «Індіана Пейсерз».
В серпні 2018 року підписав контракт з китайським «Шаньсі Брейв Дрегонс», а вже в жовтні повернувся до США для проведення операції на нозі.
14 квітня 2020 року оголосив про своє завершення спортивної кар'єри.

## Статистика виступів в НБА

### Регулярний сезон
| Сезон             | Команда                       | GP  | GS  | MPG  | FG%  | 3P%  | FT%  | RPG | APG | SPG | BPG | PPG  |
| ----------------- | ----------------------------- | --- | --- | ---- | ---- | ---- | ---- | --- | --- | --- | --- | ---- |
| 2010–11           | «Вашингтон Візардс»           | 65  | 14  | 16.4 | .549 | .000 | .673 | 3.9 | .5  | .4  | .6  | 5.3  |
| 2011–12           | «Вашингтон Візардс»           | 50  | 32  | 25.2 | .531 | .500 | .602 | 6.5 | .8  | 1.0 | .9  | 8.4  |
| 2012–13           | «Вашингтон Візардс»           | 48  | 14  | 18.5 | .491 | .000 | .556 | 5.0 | .8  | .7  | .3  | 5.3  |
| 2013–14           | «Вашингтон Візардс»           | 72  | 45  | 21.6 | .551 | .000 | .618 | 5.3 | .9  | .6  | .6  | 6.8  |
| 2014–15           | «Юта Джаз»                    | 79  | 5   | 19.8 | .487 | .345 | .581 | 5.0 | 1.1 | .5  | .5  | 7.2  |
| 2015–16           | «Юта Джаз»                    | 79  | 2   | 20.7 | .490 | .293 | .670 | 5.7 | 1.1 | .7  | .5  | 5.9  |
| 2016–17           | «Бруклін Нетс»                | 71  | 43  | 24.7 | .516 | .321 | .673 | 8.0 | 1.9 | 1.1 | .4  | 10.0 |
| 2017–18           | «Бруклін Нетс»                | 18  | 6   | 21.9 | .513 | .250 | .558 | 6.6 | 2.1 | .4  | .3  | 10.1 |
| 2017–18           | «Філадельфія Севенті-Сіксерс» | 33  | 0   | 15.0 | .560 | .286 | .821 | 3.7 | .8  | .5  | .3  | 4.7  |
| 2017–18           | «Індіана Пейсерз»             | 17  | 1   | 15.8 | .464 | .214 | .909 | 4.5 | 1.0 | .2  | .3  | 5.4  |
| Усього за кар'єру | Усього за кар'єру             | 532 | 162 | 20.4 | .515 | .305 | .636 | 5.5 | 1.1 | .7  | .5  | 6.9  |

### Плей-оф
| Сезон             | Команда             | GP | GS | MPG  | FG%  | 3P%  | FT%  | RPG | APG | SPG | BPG | PPG |
| ----------------- | ------------------- | -- | -- | ---- | ---- | ---- | ---- | --- | --- | --- | --- | --- |
| 2014              | «Вашингтон Візардс» | 9  | 1  | 16.2 | .448 | .000 | .667 | 4.3 | .9  | .2  | 1.0 | 3.3 |
| 2018              | «Індіана Пейсерз»   | 7  | 0  | 9.1  | .600 | .000 | .857 | 2.6 | .0  | .1  | .1  | 2.6 |
| Усього за кар'єру | Усього за кар'єру   | 16 | 1  | 13.1 | .487 | .000 | .769 | 3.6 | .5  | .2  | .6  | 3.0 |